# Inverness
Inverness (wym. [ˌɪnvərˈnɛs]; gael. Inbhir Nis, wym. [iɲɪɾʲˈniʃ]) – miasto w Wielkiej Brytanii, w północnej Szkocji. Ośrodek administracyjny jednostki Highland, a w przeszłości hrabstwa Inverness-shire. W 2001 roku miasto liczyło 44 180 mieszkańców.
Inverness jest portem leżącym przy ujściu rzeki Ness do zatoki Moray Firth (Morze Północne). Ośrodek turystyczny regionu Highlands. Baza wypadowa nad Loch Ness. W mieście znajduje się zrekonstruowany zamek szekspirowskiego Makbeta, a w okolicy ruiny zamku Urquhart.

## Historia

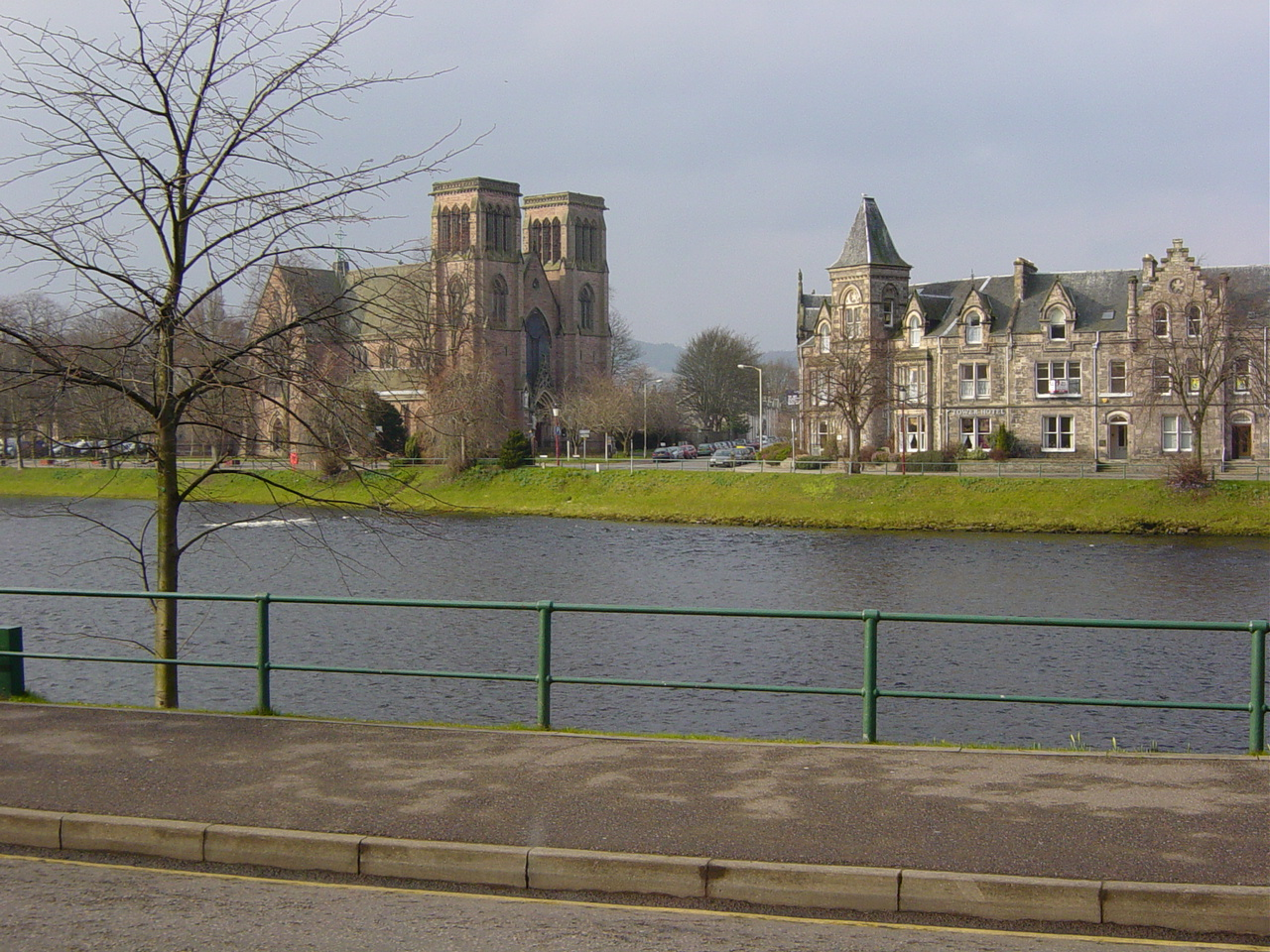
Rzeka Ness w Inverness.

Inverness było jedną z głównych twierdz ludu Piktów. W roku 565 do Inverness przybył Kolumba z Iony celem nawrócenia piktyjskiego króla.
Według podań zamek został wzniesiony za króla Malcolma III, który wcześniej zrównał z ziemią zamek, w którym zgodnie z legendą Makbet miał zabić Duncana. Budowla ta znajdowała się około 1 km na północny wschód od miejsca, w którym po dziś dzień stoi zamek.
Król Szkocji Wilhelm I Lew nadał osadzie cztery przywileje, w tym jeden, nadający jej prawa miejskie. W 1427 Jakub I (król Szkocji) zwołał w zamku posiedzenie, na które wezwał wodzów szkockich klanów. Trzech z nich zostało straconych za próby uzyskania suwerennej władzy.
W 1562, podczas tłumienia powstania Huntly’ego, królowa Maria I Stuart nie została wpuszczona do zamku przez jego zarządcę (był on zwolennikiem frakcji hrabskiej). Zarządca ów został później, z polecenia królowej, powieszony. Dom, w którym zatrzymała się w międzyczasie królowa, stoi dziś na Bridge Street. Jarmark z okazji święta Wniebowzięcia Najświętszej Marii Panny organizowany jest nie tylko na pamiątkę owego wydarzenia, ale i ku pamięci  królowej Marii I Stuart.
Na północ od miasta na polecenie Olivera Cromwella zbudowano fort, mogący pomieścić około 1000 wojskowych. Fortyfikacja została doszczętnie zniszczona (z wyjątkiem fragmentu wału obronnego) w czasach restauracji monarchii angielskiej. W 1715 Jakobici na swoje potrzeby przekształcili królewską fortecę w koszary.
Nieopodal Inverness, 16 kwietnia 1746 roku jakobici przegrali bitwę pod Culloden, rozpoczynając tym zagładę szkockiej kultury. Po przegranej bitwie Anglicy zakazali systemu klanowego, noszenia kiltów, języka gaelickiego i noszenia broni.

## Gospodarka
W mieście rozwinął się przemysł poligraficzny, spożywczy, dziewiarski oraz precyzyjny.

## Transport
W mieście znajduje się stacja kolejowa Inverness.

## Miasta partnerskie
- Augsburg, Niemcy
- Inverness, USA
- La Baule-Escoublac, Francja
- Saint-Valery-en-Caux, Francja

## Ludzie związani z Inverness
- Sue Black – brytyjska antropolog sądowa
- Aeneas Chisholm – szkocki duchowny rzymskokatolicki, biskup Aberdeen
- Robin Cook – brytyjski polityk
- Yvette Cooper – brytyjska polityk
- Mhairi Spence – brytyjska pięcioboistka